# Hanns Brodnitz
Hanns Gerhard Brodnitz (geboren 20. Mai 1902 in Berlin; gestorben wohl im September 1944 im KZ Auschwitz) war ein deutscher Kinobetreiber und Schriftsteller.

## Leben und Wirken
Der Sohn eines Textilkaufmanns hatte sich zu Beginn der Weimarer Republik für die Filmkritik begeistert und Anfang der 1920er Jahre seine Karriere als Kinobetreiber in Berlin begonnen. Im Alter von erst 21 Jahren übernahm er das Lichtspieltheater Mozartsaal am Nollendorfplatz, zwei Jahre später kamen das Capitol und das Marmorhaus dazu. 1925 wurde Brodnitz zum Chef der Berliner Lichtspieltheater der Phoebus-Film berufen, 1928 übernahm er die Leitung von Berlins UFA-Erstaufführungstheatern. 1930 wurde das im Mozartsaal am Nollendorfplatz aufgeführte Antikriegsdrama Im Westen nichts Neues von Lewis Milestone bei seiner dritten Aufführung von massiven Störungen randalierender Nationalsozialisten begleitet: „… der Tumult wurde immer wilder, an allen Ecken des Theaters brüllten Volksredner, und die wüstesten Beleidigungen und Beschimpfungen erfüllten die Luft“ wie sich Brodnitz in seinen erst 2005 veröffentlichten Memoiren, die zwar bereits 1933 als Druckfahnen vorlagen, wegen der Machtübernahme durch die Nationalsozialisten 1933 jedoch nicht mehr veröffentlicht werden konnten, erinnerte. Der Krawall war eine gezielt inszenierte Provokation des damaligen Berliner Gau- und Reichspropagandaleiters der NSDAP, Joseph Goebbels und führte dazu, dass, um die öffentliche Ordnung wiederherzustellen, der zuvor zugelassene US-Streifen von verantwortlichen Stellen der Weimarer Republik wieder verboten wurde.
Auch Brodnitz selbst geriet seit der Machtergreifung durch die Nationalsozialisten Anfang 1933 dadurch ins Fadenkreuz von Goebbels, dem nachmaligen NS-Propagandaminister. Als Jude wurde der gebürtige Berliner bald aus seinen Ämtern gedrängt, blieb aber weiterhin in seiner Heimatstadt ansässig. Als während des Zweiten Weltkriegs die Hatz auf die verbliebenen Juden immer heftiger und gefährlicher wurde, tauchte Hanns Brodnitz im Dezember 1942 in den Untergrund ab. 1944 aufgegriffen, wurde Hanns Brodnitz im September desselben Jahres nach Auschwitz deportiert, wo er wohl gleich nach der Ankunft ermordet wurde. Nach dem Krieg geriet der nach Aussage des Filmhistorikers Gero Gandert „einzige bedeutende Kinomanager der Vorhitlerzeit“ vollkommen in Vergessenheit, aus der ihn erst die von Gandert und Wolfgang Jacobsen herausgegebenen Erinnerungen wieder hervorholten.

## Schriften
- Kino intim : eine vergessene Biographie. Mit Beitr. von Gero Gandert und Wolfgang Jacobsen. Hentrich und Hentrich, Teetz 2005, ISBN 3-938485-06-X.
- Flic Flac. Aufsätze, Kritiken, Glossen zu Theater, Film und Alltag. Hrsg. von Wolfgang Jacobsen, Hentrich & Hentrich, Berlin 2013, ISBN 978-3-95565-019-3.